# 俄语作家列表
以下为以俄语写作的作家列表。

## A
- 费奥多尔·亚历山德罗维奇·阿勃拉莫夫(1920-1983)，创作以农村生活为主题的小说。
- 钦吉兹·艾特马托夫(1928-2008)，吉尔吉斯斯坦作家，代表作有《查密莉雅》、《白轮船》等。
- 安娜·安德烈耶夫娜·阿赫玛托娃(1889-1966),著名诗人，代表作有《念珠》、《安魂曲》等。
- 谢尔盖·阿克萨科夫(1791-1859)
- 鲍里斯·阿库宁(1938-)，俄罗斯畅销书作家，以历史侦探小说闻名。
- 列昂尼德·尼古拉耶维奇·安德列耶夫(1871-1919)，小说家，剧作家，代表作为《红笑》和《七个被绞死的人》。
- 米哈伊尔·彼得洛维奇·阿尔志跋绥夫（1878-1927），小说家，对鲁迅有较大的影响。

## B
- 谢苗·彼得罗维奇·巴巴耶夫斯基（1909-2000），小说家，著有《金星英雄》等反映农村生活的小说。
- 伊扎克·巴别尔（1894-1940），短篇小说家，其《敖德萨故事》和《红色骑兵军》备受称赞。
- 格里戈里·雅科夫列维奇·巴克拉诺夫，小说家，以《一寸土》等战争小说著称。
- 米哈伊尔·亚历山德罗维奇·巴枯宁（1814-1876），革命者，创作了无政府主义的理论著作。
- 维萨里昂·格里戈里耶维奇·别林斯基（1811-1848），文学评论家。
- 安德烈·别雷(1880-1934)，诗人，小说家。
- 亚历山大·罗曼诺维奇·别利亚耶夫（1884-1942），俄国最早的一批科幻小说家之一。
- 尼古拉·亚历山大罗维奇·别尔嘉耶夫(1874-1948)，俄国思想家。
- 亚历山大·勃洛克（1880-1921），诗人，代表作为《十二个》。
- 亚历山大·博格丹诺夫（1873-1925），革命家，小说家，科学家。
- 尤里·瓦西里耶维奇·邦达列夫(1924-)，小说家，代表作有《热的雪》、《岸》等，主题为战争与人性的关系。
- 约瑟夫·布罗茨基（1940-1996），诗人，1987年诺贝尔文学奖。
- 瓦莱里·勃留索夫(1873-1924)，小说家，象征主义运动的代表。
- 米哈伊尔·布尔加科夫（1891-1940），小说家，代表作为《大师和玛格丽特》。
- 伊凡·阿列克谢耶维奇·蒲宁（1870-1953），小说家，散文家，1933年诺贝尔文学奖得主。
- 瓦西里·弗拉基米尔阿维奇·贝科夫（1924-2003），白俄罗斯小说家，“战壕真实派”代表之一。

## C
- 德米特里·康捷米尔（1673-1723）
- 安东·帕夫洛维奇·契诃夫（1860-1904），短篇小说大师，主要作品有《带狗的女人》、《第六病室》、《套中人》等。
- 尼古拉·加夫里诺维奇·车尔尼雪夫斯基(1828-1889)，文学评论家，小说家，代表作为《怎么办》。

## D
- 加甫里尔·杰尔查文(1743-1816)，诗人，代表作为《费丽察》。
- 尼古拉·杜波罗留波夫
- 费奥多尔·米哈伊洛维奇·陀思妥耶夫斯基（1821-1881），俄罗斯文学“三巨头”之一。
- 弗拉基米尔·杜金采夫

## E
- 伊利亚·爱伦堡（1891-1967），小说家，散文家，战地记者。

## F
- 亚历山大·亚历山大罗维奇·法捷耶夫（1901-1956），代表作为《毁灭》和《青年近卫军》。
- 康斯坦丁·亚历山大罗维奇·费定（1892-1977），代表作为《城与年》、《早年的欢乐》和《不平凡的夏天》
- 阿法南希·费特（1820-1892），诗人，代表作为《白桦树》。
- 德米特里·安德烈耶维奇·富尔曼诺夫（1891-1926），著有《夏伯阳》一书。

## G
- 冈察洛夫
- 马克西姆·高尔基
- 果戈理
- 格罗斯曼

## K
- 亚历山大·伊凡诺维奇·库普林

## L
- 莱蒙托夫
- 罗蒙洛索夫

## M
- 马雅可夫斯基

## N
- 涅克拉索夫
- 纳博科夫

## O
- 亚历山大·尼古拉耶维奇·奥斯特洛夫斯基（1823-1886），剧作家，俄国现代剧院的创始者。代表作有《大雷雨》和《没有陪嫁的新娘》。
- 尼古拉·奥斯特洛夫斯基（1904-1936），其自传体小说《钢铁是怎样炼成的》风行苏联和社会主义国家。

## P
- 普希金
- 帕斯捷尔纳克

## S
- 苏马罗科夫（1717-1777）
- 绥拉菲莫维奇
- 索尔仁尼琴

## T
- 屠格涅夫
- 阿列克赛·康斯坦丁诺维奇·托尔斯泰
- 阿列克赛·尼古拉耶维奇·托尔斯泰
- 列夫·托尔斯泰

## X
- 肖洛霍夫
- 西蒙诺夫

## Y
- 叶赛宁

## Z
- 扎米亚金
- 米哈伊尔·米哈伊洛维奇·左琴科
- 伊里夫
- 彼得罗夫
- 鲍里斯·瓦西里耶夫
- 贝科夫
- 雷巴科夫
- 奧華‧史帝文
- 瓦列里布雷宁